# Pietro e Paolo
Pietro e Paolo (Peter and Paul) è una miniserie televisiva statunitense diretta da Robert Day e trasmessa originariamente in due puntate nel 1981. Questa miniserie biblica è incentrata sulle vicende di Paolo di Tarso, interpretato da Anthony Hopkins, e di Pietro, interpretato da Robert Foxworth. La miniserie copre gran parte degli Atti degli Apostoli nella sua ri-narrazione biblica dei capitoli dall'8 al 28, compresi i viaggi missionari apostolici e le interazioni di Pietro e Paolo.

## Produzione
La miniserie fu prodotta da Stanley Hough per la Universal TV e girata a Rodi, in Grecia. Le musiche furono composte da Allyn Ferguson.
Il regista è Robert Day. Tra gli sceneggiatori sono accreditati Christopher Knopf (copione televisivo) e Stanley Hough (storia).

## Distribuzione
La serie fu trasmessa negli Stati Uniti dal 12 aprile 1981 al 14 aprile 1981 sulla rete televisiva CBS con il titolo Peter and Paul. In Italia è stata trasmessa con il titolo Pietro e Paolo.
Alcune delle uscite internazionali sono state:
- in Grecia (Petros kai Pavlos)
- in Romania (Petru si Pavel)
- in Finlandia (Ristin varjossa)
- in Italia (Pietro e Paolo)